# Hi-Fi murders
L'Hi-Fi murders (Omicidi al negozio di Hi-Fi di Ogden) è un caso di cronaca nera avvenuto il 22 aprile 1974 in cui furono uccise tre persone durante una rapina in un negozio di audiovideo a Ogden nello Utah. Poco prima dell'ora di chiusura, alcuni uomini entrarono nel negozio e presero in ostaggio diverse persone. Le vittime furono costrette a bere detergente chimico e a subire atti di violenza.
Tre dei sei assalitori avevano prestato servizio nell'aeronautica statunitense: Dale Selby Pierre, William Andrews e Keith Roberts; gli altri tre non vennero mai catturati. Pierre e Andrews furono condannati a morte per omicidio aggravato, mentre Roberts, che rimase in auto, fu accusato di rapina. Il crimine fu noto per la sua particolare brutalità.

## Rapina
Il 22 aprile 1974, poco prima dell'ora di chiusura, Dale Selby Pierre, William Andrews, Keith Roberts e altri tre uomini arrivarono con due furgoni presso il negozio di Hi-Fi di Ogden, situato al 2323 Washington Boulevard. Quattro di loro entrarono armati di pistole nel negozio, mentre Roberts e un altro uomo rimasero nei furgoni.
All'interno del negozio, i due commessi presenti, Stanley Walker (20 anni) e Michelle Ansley (18 anni), furono immediatamente presi in ostaggio e legati. Poco dopo, Cortney Naisbitt (16 anni) subì lo stesso trattamento. Il ragazzo si era recato nel negozio per ringraziare Walker, che quel giorno gli aveva concesso di parcheggiare la sua auto nel parcheggio del negozio.
Nel frattempo, Orren Walker, padre di Stanley, preoccupato per il ritardo del figlio, si recò sul posto. Poco dopo, anche Carol Peterson Naisbitt, madre di Cortney, si recò al negozio, allarmata per l'assenza del figlio. Entrambi vennero presi ostaggio e legati.

## Tortura, stupro e omicidi
Con cinque ostaggi legati a terra, Pierre disse a Andrews di prendere qualcosa dal furgone. Andrews tornò con una bottiglia, all'interno di una borsa nera, nella quale Pierre versò del detersivo. Pierre ordinò quindi a Orren Walker, padre di uno dei commessi, di somministrare la sostanza agli altri ostaggi, ma questi si rifiutò. Venne dunque legato, imbavagliato e posizionato a testa in giù.
Pierre e Andrews misero gli ostaggi in posizione seduta e li obbligarono a bere il liquido, affermando che si trattava di vodka. Dopo aver ingerito la sostanza, le vittime manifestarono gravi sintomi, tra cui vesciche sulle labbra, bruciore alla gola e alla lingua e ferite al mento. Michelle Ansley fu costretta a bere il liquido mentre supplicava per la propria vita. Secondo la testimonianza di Orren Walker, Ansley tossì meno rispetto agli altri ostaggi. Pierre and Andrews tentarono di chiudere la bocca delle vittime con del nastro adesivo per soffocarne le urla, ma non riuscirono a farlo aderire. Orren Walker, ultimo a ingerire la sostanza, riuscì a vomitarne una parte fingendo di avere convulsioni, come stava avvenendo per gli altri ostaggi.
Pierre, innervosito dal fatto che gli ostaggi tardavano a morire, sparò un colpo di pistola alla nuca di Carol Peterson Naisbitt e di suo figlio Cortney Naisbitt. Carol morì, mentre Cortney sopravvisse. Successivamente Pierre tentò di sparare ad Orren Walker, ma mancò il bersaglio. In seguito, colpì  a morte Stanley Walker e sparò nuovamente a Orren.
Pierre costrinse Ansley a spogliarsi e la stuprò. In seguito le permise di usare il bagno prima di trascinarla, ancora nuda, dietro agli altri ostaggi e spararle un colpo alla nuca. Secondo la testimonianza di Orren Walker, le ultime parole della giovane furono: "I am too young to die." ("Sono troppo giovane per morire") 
Accortosi che Orren era ancora vivo, Pierre gli avvolse un filo di ferro attorno al collo e tentò di strangolarlo. Non riuscendoci, prese una penna a sfera, la infilò nell’orecchio di Walker e la schiacciò con forza fino a perforargli il timpano e romperla, facendone fuoriuscire un pezzo dalla gola. Dopodiché, Pierre e Andrews finirono di caricare il furgone e fuggirono.

## Vittime e ripercussioni personali
Le vittime furono cinque, di cui due sopravvissute.
- Sherry Michelle Ansley (24 gennaio 1956 – 22 aprile 1974), 18 anni: commessa del negozio, assunta solo una settimana prima dell'attacco. Fidanzata da poco, avrebbe dovuto sposarsi il 5 agosto successivo.[9] Fu stuprata e uccisa da Dale Selby Pierre.
- Byron Cortney Naisbitt (25 settembre 1957 – 4 giugno 2002), 16 anni: studente alla Ogden High School. Pur essendo sopravvissuto, riportò danni cerebrali e soffrì di amnesia, rendendolo incapace di testimoniare al processo. Tornò a scuola oltre un anno dopo l'attacco, diplomandosi nel 1976. A causa delle conseguenze neurologiche, abbandonò il college e non riuscì a trovare un impiego stabile, finendo nei programmi di assistenza sociale. Il 15 novembre 1985 si sposò con Catherine Hunter. Suo padre si risposò dopo la morte della madre nella rapina.[10] Naisbitt soffrì di dolori cronici per il resto della sua vita e morì nel 2002 all'età di 44 anni.[11]
- Carol Elaine Naisbitt (nata Peterson, 25 dicembre 1921 – 22 aprile 1974), 52 anni: madre di Byron Cortney Naisbitt. Morì in ospedale in seguito colpo di pistola ricevuto da Pierre.[12]
- Orren William Walker (17 settembre 1930 – 13 febbraio 2000), 43 anni: padre di Stanley Walker. Sopravvissuto all'attacco, testimoniò al processo contro gli aggressori. Morì nel 2000 all'età di 69 anni.
- Stanley Orren Walker (19 marzo 1954 – 22 aprile 1974), 20 anni: commesso del negozio. Fu colpito a morte da Pierre.

## Arresti
I corpi furono trovati tre ore dopo dalla moglie di Orren Walker, giunta in negozio insieme all'altro figlio alla ricerca dei due famigliari. Il ragazzo, fratello di Stanley, udì dei lamenti provenire dal seminterrato e abbatté la porta. Nel frattempo, la moglie di Walker chiamò la polizia di Ogden. I due commessi Walker e Ansley erano già morti; Carol Naisbitt fu trasportata e morì all'arrivo al St. Benedict's Hospital (ora Ogden Regional Medical Center). Orren Walker sopravvisse con ustioni al mento e con l'orecchio distrutto.
Nonostante le ferite, Orren Walker fu in grado di fornire un'accurata descrizione dei due assalitori, tra cui l'uomo che sparò alle vittime: un afroamericano, di bassa statura, che indossava gli occhiali e parlava con un accento caraibico. Questi venne identificato in Dale Pierre.
Diverse ore dopo il crimine, un anonimo che era impiegato all'Air Force chiamò la polizia di Ogden comunicando che Andrews, un mese prima, gli aveva confidato di voler rapinare il negozio di Hi-Fi di Ogden e di uccidere chi si trovava dentro. Successivamente due giovani contattarono la polizia in seguito al ritrovamento dei portafogli e borse delle vittime all'interno di un cassonetto vicino alla Hill Air Force Base, nei pressi delle caserme dove vivevano Pierre e Andrews.
L'ispettore Deloy White, recatosi sul posto, pensò che gli assassini facessero parte del personale della base dell'Air Force, così fece riunire gli uomini presso il cassonetto. Di fronte al personale, White mostrò le prove ritrovate notando che quasi tutti osservavano in silenzio eccetto due uomini, Andrews e Pierre, i quali gesticolavano e parlavano ad alta voce. Il detective ricevette un premio dalla filiale dello Utah del Dipartimento di Giustizia per l'uso di tecniche proattive.
A causa del loro comportamento, Andrews and Pierre furono sottoposti a fermo e loro stanze perquisite. La polizia ritrovò dei volantini del negozio di Ogden e un contratto di affitto in un deposito. Grazie all'emissione di un ulteriore ordine di perquisizione, venne ritrovata la merce nel negozio di Hi-Fi e vennero rinvenuti i detergenti utilizzati. Alcune settimane dopo, il terzo uomo, Keith Roberts, fu preso in custodia.

## Processo
Il processo iniziò il 15 ottobre 1974 a Farmington, nel Davis County. Pierre, Andrews, and Roberts furono accusati di omicidio di primo grado e rapina. Un mese dopo, il 16 novembre 1974, la sentenza dichiarò Pierre e Andrews colpevoli di tutti i crimini e condannati alla pena capitale; Roberts fu ritenuto colpevole solamente della rapina e condannato a cinque anni di reclusione.
Durante il processo fu dimostrato che Pierre e Andrews avevano l'intenzione di uccidere chiunque avessero trovato. In più occasioni avevano guardato il film Magnum Force, nel quale una prostituta viene obbligata a bere del detergente morendo poco dopo. Pierre e Andrews avevano deciso che quello era un metodo efficiente per uccidere gli ostaggi.
Orren Walker fu il testimone chiave per l'accusa. Cortney Niasbitt non fu in grado di testimoniare a seguito delle lesioni al cervello e dell'amnesia.

## Condanne
Il verbale ufficiale della polizia dichiarò che sei uomini neri, utilizzando due furgoni, rapinarono il negozio. Roberts e un altro uomo rimasero nell'automezzo, altri due rapinarono il negozio e Pierre uccise tre dei cinque ostaggi mentre stava con Andrews nel negozio. Tuttavia la polizia aveva elementi a sufficienza per arrestare Andrews, Pierre e Roberts. Deloy White osservò che Andrews fu la mente del crimine e Pierre l'esecutore. Andrews confermò il giudizio di White durante un'intervista rilasciata a KUTV nel 1992, ammettendo che aveva preso di mira il negozio dopo aver fatto amicizia qualche mese prima del crimine con Stanley Walker e criticando Pierre per l'eccessiva violenza.

## Colpevoli
Data l'efferatezza del crimine Pierre e Andrews erano tra i detenuti più odiati della Utah State Prison e furono frequentemente bersaglio di insulti. Si riporta che, nel 1977, poco prima della sua esecuzione, Gary Gilmore abbia esclamato passando davanti alle loro celle: "I'll see you in Hell, Pierre and Andrews!" ("Ci vedremo all'inferno, Pierre e Andrews!")

### Dale Selby Pierre
Pierre aveva ventuno anni all'epoca dei fatti. Nato a Trinidad e Tobago, emigrò a Brooklyn all'età di diciassette anni. Nel maggio 1973 si arruolò nella USAF e, nel settembre dello stesso anno, fu trasferito a Hill Air Force Base come meccanico elicotterista. Poco dopo il suo arrivo, fu il principale sospettato dell'omicidio del sergente USAF Edward Jefferson, ma la polizia non disponeva di prove sufficienti per incriminarlo.
Nel 1974, Pierre si trovava in libertà su cauzione per un'accusa di furto d'auto. Il 16 novembre dello stesso anno fu riconosciuto colpevole di tre omicidi aggravati e due rapine aggravate. Il 20 novembre fu condannato a morte per tre capi d'accusa. Dopo il rigetto della richiesta di grazia, fu giustiziato tramite iniezione letale il 28 agosto 1987, all'età di trentaquattro anni. Lasciò i suoi risparmi, pari a ventinove dollari, a William Andrews. Trascorse il suo ultimo giorno pregando e rifiutò l'ultimo pasto. Le sue ultime parole furono: "Thank you, I’m just going to say my prayers." ("Grazie, dirò solo le mie preghiere")

### William Andrews
Andrews aveva diciannove anni al momento del crimine e, come Pierre, lavorava come meccanico elicotterista per la USAF. Durante il processo dichiarò che lui e Pierre avevano pianificato di uccidere chiunque avessero incontrato durante la rapina. Il 16 novembre 1974 fu riconosciuto colpevole di tre omicidi di primo grado e due rapine aggravate. La sua condanna fu oggetto di controversie, poiché non uccise direttamente nessuna delle vittime, sebbene avesse costretto loro a ingerire del detersivo.
Il 28 novembre 1974 ricevette tre condanne a morte. Dopo diciotto anni trascorsi nel braccio della morte, fu giustiziato tramite iniezione letale il 30 luglio 1992, all'età di trentasette anni. Il suo ultimo pasto fu una banana split, che condivise con la sorella e la nipote. Le sue ultime parole, rivolgendosi al direttore del carcere Bruce Egan, furono: "Thank those who tried so hard to keep me alive. I hope they continue to fight for equal justice after I'm gone. Tell my family goodbye and I love them." ("Ringrazio coloro che hanno cercato con tutte le loro forze di tenermi in vita. Spero che continuino a lottare per un'eguale giustizia anche dopo che me ne sarò andato. Dite addio ai miei famigliari e che li amo.")Dopo essere stato legato alla barella, si rivolse alla sorella dicendo: "I love you. Bye bye."("Ti voglio bene. Addio.")

### Keith Leon Roberts
Roberts aveva diciannove anni all'epoca del crimine. Fu assolto dall'accusa di omicidio poiché la corte stabilì che non aveva avuto alcun ruolo nei delitti. Tuttavia, fu riconosciuto colpevole di due rapine aggravate e condannato a cinque anni di carcere. Dopo il suo rilascio nel 1987, si trasferì a Chandler in Oklahoma. Si tolse la vita l'8 agosto 1992.

## Sviluppi successivi
Dopo la pronuncia delle sentenze, la NAACP e l'Amnesty International avviarono campagne per la commutazione delle condanne. La NAACP sostenne che la pena di morte dovesse essere revocata, poiché durante il processo erano emersi possibili pregiudizi razziali nei confronti degli imputati. L'organizzazione evidenziò che Pierre e Andrews erano neri, mentre le vittime e i membri della giuria erano bianchi. Amnesty International denunciò inoltre l’esclusione perentoria dell’unico giurato di colore durante la selezione della giuria. Tuttavia, fu successivamente accertato che l'esclusione avvenne perché il candidato era un ufficiale delle forze dell'ordine.
Andrews accusò il sistema giudiziario di razzismo. In un'intervista a USA Today, dichiarò di non aver mai avuto intenzione di uccidere nessuno.
Dopo l'esecuzione di Pierre, la Commissione interamericana dei diritti umani presentò diverse petizioni per ottenere la sospensione della condanna di Andrews. Tuttavia tutte le sentenze furono confermate. Nel dicembre 1996 la Commissione criticò gli Stati Uniti per non aver garantito ad Andrews un processo privo di pregiudizi razziali.